# Мендзиленж
Мендзиленж (пол. Międzyłęż, нім. Mösland) — село в Польщі, у гміні Пельплін Тчевського повіту Поморського воєводства.
Населення — 345 осіб (2011).
У 1975-1998 роках село належало до Гданського воєводства.

## Демографія
Демографічна структура станом на 31 березня 2011 року:
|          | Загалом | Допрацездатний вік | Працездатний вік | Постпрацездатний вік |
| -------- | ------- | ------------------ | ---------------- | -------------------- |
| Чоловіки | 177     | 54                 | 112              | 11                   |
| Жінки    | 168     | 49                 | 92               | 27                   |
| Разом    | 345     | 103                | 204              | 38                   |